# Овамболенд
Овамболенд (англ. Ovamboland, также Owamboland, Южный Амболенд нем. Südlicher Amboland) — исторический регион в Намибии, родина народов овамбо.
Название было дано региону по Плану Одендаала, заключавшемся в создании бантустанов на территории Южной Африки.

## Регионы в Овамболенде
На территории Намибии Овамболенд разделён на 4 региона:
- Ошикото
- Охангвена
- Омусати
- Ошана

## Политика

### Название
Организация народов Юго-Западной Африки (СВАПО) выступает за переименование всех европейских названий городов, т.д. населённых пунктов в Южной Африки, в имена на коренных языках.
Данное мнение затрагивает и названия бывших бантустанов, в том числе Овамболенда.
Выступление лидера СВАПО в 1970 году (Танзания):

Мы не можем примириться ни с одним белым правительством, неважно либеральным или экстремистским. Нас также не интересует эта мультирасовая чепуха. Мы намерены смести с лица земли все следы белой цивилизации. Нам не нужны ни реформы, ни бантустаны, ни улучшение условий коренного населения. Всё что мы хотим — это полной независимости. Правление чёрных — или ничего!— Сэм Нуйома, президент СВАПО, на выступлении в Танзании, 1970 год